# 茅港尾
茅港尾，是臺灣臺南市下營區的一個傳統地域名稱，位於該區東南部。相較於今日行政區，其範圍大致包括茅營里、開化里不含西南端、西連里不含西部及北端、仁里里西南部凸出部分的東南側、營前里東南端、新興里西南端。
境內有茅港尾天后宮。

## 歷史
茅港尾在過去是倒風內海熱鬧的港口之一，在明鄭時期的《梅氏日記》中被記作「Hoem Cangbooij」，明鄭軍備圖寫作「梅港尾」。入清之後，茅港尾街成為臺灣府城與諸羅縣城之間的重要市鎮與中繼站，諸羅縣知縣周鍾瑄在康熙五十五年（1716年）設有茅港尾公館。
台灣日治初期，下營地區為一街庄，稱為「下營庄」，隸屬於茅港尾東堡。該庄北與十六甲庄、蔴荳藔庄為鄰，東北與菁埔庄為鄰，東與南廍庄為鄰，東南邊為西庄，南邊為藔仔廍庄、北勢藔庄，西邊及西北邊為下營庄。
1901年（日治明治三十四年）11月，全台設置二十廳，該庄隸屬於鹽水港廳。1903年（明治三十六年）6月，該庄編入「茅港尾區」，隸屬於鹽水港廳。1909年（明治四十二年）10月，合併二十廳為十二廳，茅港尾區改隸屬於臺南廳。1920年（大正九年），廢十二廳改設五州二廳，該庄改制為「下營」大字，隸屬於臺南州曾文郡下營庄。
戰後下營庄改制為下營鄉，隸屬於臺南縣，大字亦改制為村。1950年雲、嘉、南分治，下營鄉仍隸屬於臺南縣。2010年12月，因臺南縣市合併為直轄市臺南市，下營鄉改制為下營區，村亦改制為里。

## 聚落
本地區發展較早的聚落有茅港尾、社內、中營、連表、右武衛、瓦磘仔、橋南等，在日治期初期的官方地圖上已有記載。此外，本地區尚有西藔聚落。

## 交通
省道台84線又稱「東西向快速公路－北門玉井線」，經過本地區西南端，並在本地區南部西側邊界外不遠處的省道台19甲線交會口設有麻豆交流道。由此西行可快速前往國道1號下營系統交流道、學甲區、北門區蚵寮地區，並止於省道台61線（西部濱海快速公路）北門交流道；東行可快速前往官田區西南端、官田區南部/善化區東北部交界地帶、國道3號官田系統交流道、大內區、玉井區等地。
省道台19甲線是鹽水至梓官赤崁的幹道，經過本地區最中營聚落西郊。由該道路北行可經由下營市區東側前往新營區西部、鹽水區，並止於省道台19線轉角路口；南行可前往麻豆區、善化區、新市區、新化區等地。
區道南54線是西庄至茅港尾的道路。
區道南58線是中營至南部的道路。
區道南59線是下營至麻豆的道路。
區道南60線是下營至林鳳營的道路。
區道南61線是中營至總爺的道路。
區道南63線是賀建至寮仔部的道路。
區道南318線（原南118線）是葫蘆埤至嘉南的道路。

## 學校
- 中營國小